# Hakenblatt
Das Hakenblatt (Triphyophyllum peltatum), auch Dreifaltigblatt genannt, ist eine Pflanzenart, die zwar karnivor ist, aber nur optional und zeitweise Fallen ausbildet. Sie kommt ausschließlich in einigen westafrikanischen Regenwäldern vor und ist die einzige Art ihrer Gattung in der Familie der Hakenblattgewächse (Dioncophyllaceae).

## Beschreibung

### Habitus
Das Hakenblatt ist eine Liane mit gut ausgeprägtem Wurzelwerk, die im Alter eine Länge von bis zu siebzig Metern erreichen kann. Die Pflanze durchläuft während ihrer Entwicklung drei verschiedene Stadien, in jedem hat sie eine andere Blattform.

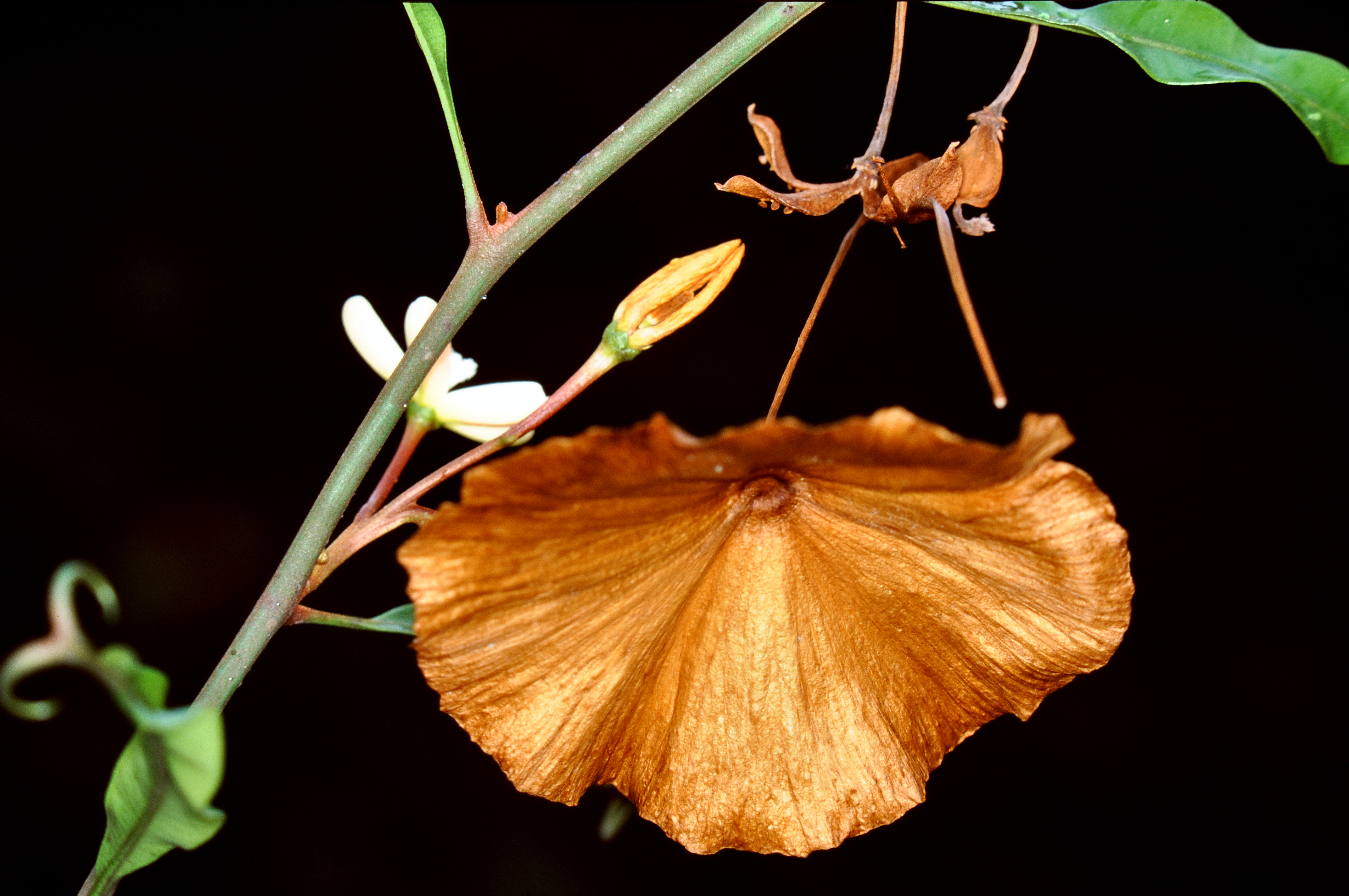
Blüte und Frucht mit einem Samen der erwachsenen hakenblättrigen Pflanze

Die bis zu 40 cm langen, flachen, lanzettförmigen Blätter junger Pflanzen stehen schopfförmig an dicht stehenden Internodien; dieses erste Stadium kann bis zu mehreren Jahren dauern. Wenn die Pflanze eine Höhe von etwa 35 bis 40 cm erreicht hat, tritt sie mit dem Anfang der nächsten Regenzeit (etwa ab Juni) in ihr karnivores Stadium ein. Dabei tritt ihre Verwandtschaft mit dem Taublatt zutage: Sie bildet, diesem ähnlich, passive Klebefallen in Gestalt bis zu 25 cm langer, tentakelbesetzter Fangblätter aus, die allerdings bereits nach wenigen Wochen wieder abgeworfen werden. Die Sekrettropfen an den Tentakeln sind die wohl größten aller fleischfressenden Pflanzen. Damit sind die Pflanzen befähigt, auch relativ große Beutetiere festzuhalten und zu verdauen. Als Verdauungsenzyme finden sich Proteasen, Esterase und Peroxidase. Beutetiere sind größtenteils Käfer, des Weiteren Tausendfüßer, Hundertfüßer, Grillen, Termiten, Motten, Wespen, Moskitos sowie Spinnen.
Die Funktion der Karnivorie hierbei ist, der Pflanze für den nach diesem Stadium folgenden Wachstumsschub genügend Nährstoffe (insbesondere Phosphor) zu verschaffen. Soweit das Nährstoffangebot jedoch bereits ausreichend ist, wird das Stadium der Karnivorie ausgelassen und die Pflanze beginnt direkt mit dem Austrieb.
Mit dem Übergang in das letzte, erwachsene Stadium bildet die Pflanze einen Trieb mit verlängerten Internodien aus, der nach wenigen Wochen bereits mehrere Meter hoch ist und über die Jahre bis zu zehn Zentimeter dick werden kann. Die jetzt gebildeten Blätter ähneln stark denen der verwandten Nepenthes und tragen an der Spitze zwei Haken zum Klettern.

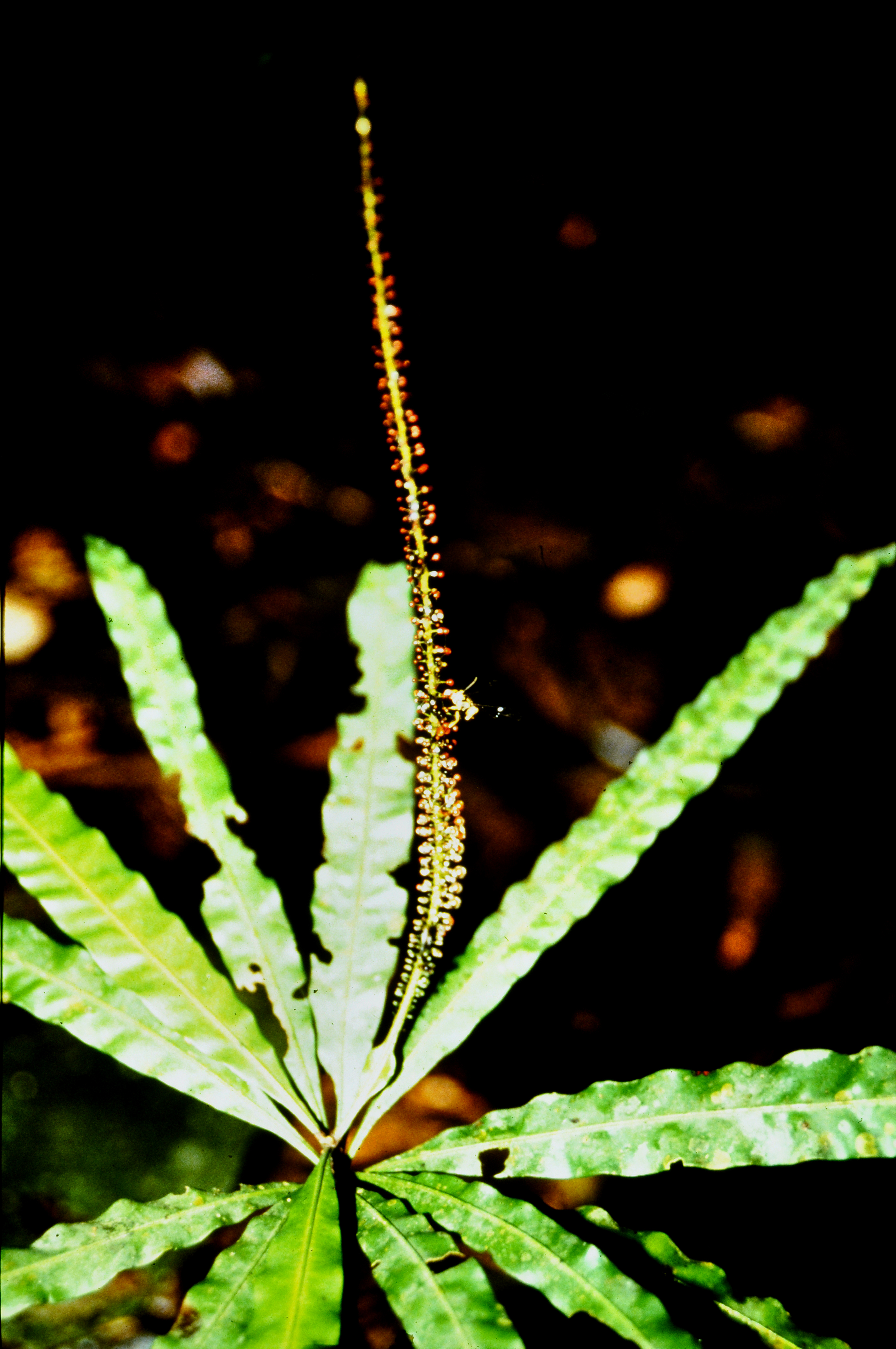
Jugendstadium mit großen aussimilierenden Blättern ohne Haken und einem drüsig-klebrigen Blatt zum Insektenfang

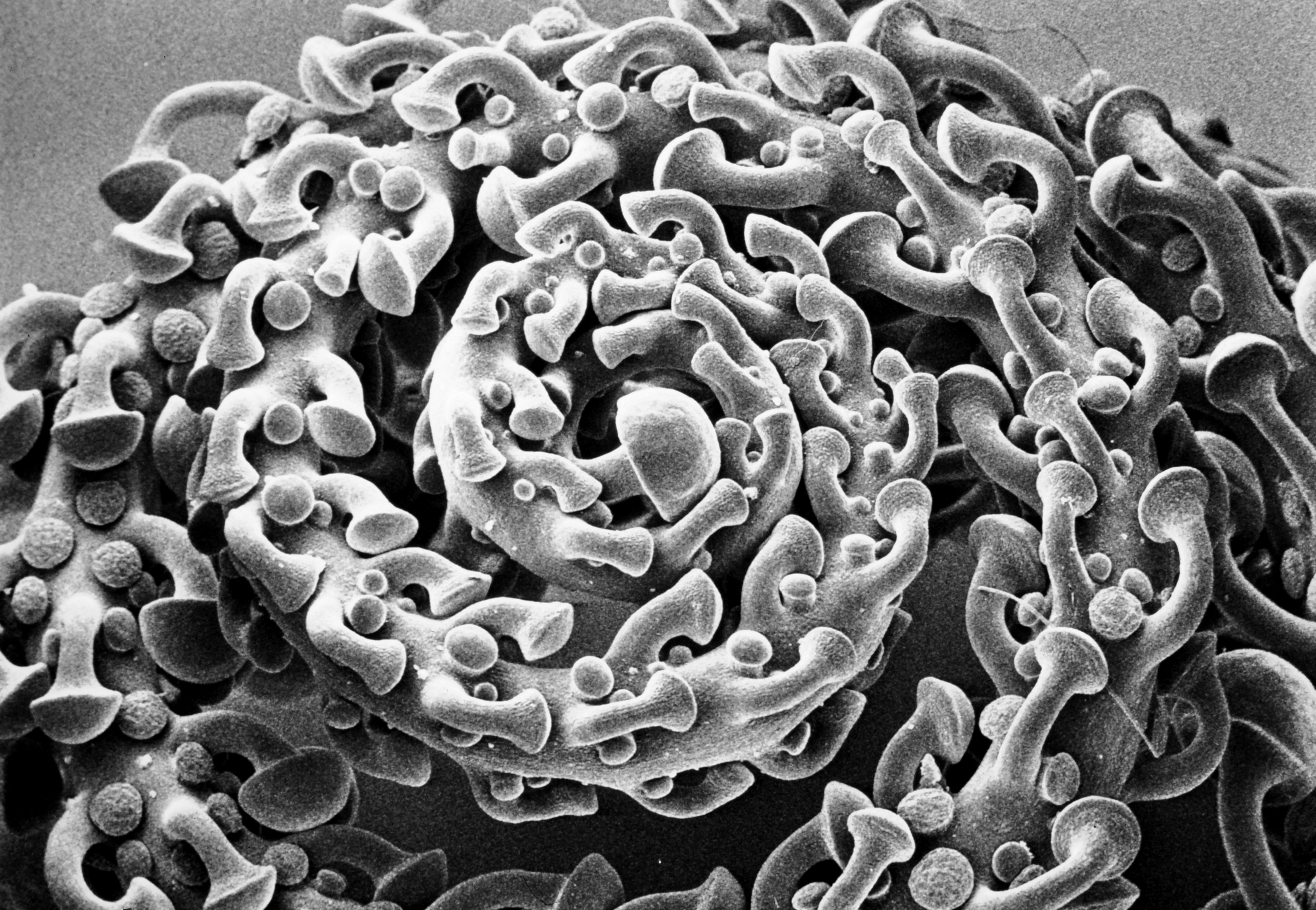
Die eingerollte Spitze des Fangblattes mit gestielten Drüsen einer carnivoren Jungpflanze im REM erinnert an Sonnentaugewächse.

### Blütenstand und Blüten
Von der Kultur des Würzburger Botanischen Gartens wurde eine Blütezeit im Mai/Juni berichtet. Aus den Blattachseln der adulten Pflanze wächst ein sympodialer Blütenstand aus bis zu achtzig Blüten. Am Blütenstand stehen an jedem bis zu zwei Zentimeter langen Zweig je fünf Einzelblüten. Jede Blüte besitzt einen bis zu vier Zentimeter langen, unbehaarten und dunkelroten Blütenstiel. Die Blüten sind sternförmig, weiß oder rosa und klein, sie duften schwach und blühen lediglich einen Tag von Tagesanbruch bis zur Abenddämmerung. Über mögliche Bestäuber ist wenig bekannt, sicher ist nur, dass es sich um ein Tagtier handeln muss, möglicherweise eine Schwebfliegenart. Die Blüten sind selbstbestäubend.

### Früchte und Samen
Die Samen sind 5 bis 8 Zentimeter groß, rötlich überhaucht, gestielt und scheibenförmig. Die Kapselfrüchte klappen bereits vor der Samenreife auf, wenn die nur wenigen enthaltenen, mit ihrem bis zu fünf Zentimeter langen Stiel am Inneren der Kapsel befestigten Samen noch vergleichsweise klein sind. Diese wachsen und reifen innerhalb von zwei Monaten nach der Blüte während der Regenzeit heran. Sie gelten als die einzigen bekannten Samen des Pflanzenreiches, die größer sind als die Früchte, die sie hervorbringen. Durch ihren Schirm können sie vom Wind weit verbracht werden. Die Samen keimen kryptokotylar, das heißt, die Keimblätter verbleiben anfangs innerhalb des Samenkornes und nehmen erst dessen Reserven, das sogenannte Endosperm, auf, bevor sie die Samenhülle sprengen. Die Chromosomenzahl ist 2n = 24, 36.

### Inhaltsstoffe

Oben links:
R = -H: Habropetalin A;
R = -OH: Dioncophyllin A.
Unten links: Dioncophyllin B
Rechts: Dioncophyllin C

Das Hakenblatt enthält rund 90 verschiedene Naphthylisochinolin-Alkaloide,
   
sein Gehalt daran ist typisch für ein Mitglied der Familie der Hakenblattgewächse. Einige dieser Alkaloide erwiesen sich unter Laborbedingungen als wirksam gegen verschiedene Krankheiten, allerdings handelt es sich hierbei noch um reine Grundlagenforschung. Zur Entwicklung echter Medikamente fehlen noch wichtige weitere Untersuchungen; derzeit ist noch keiner der neu entdeckten Inhaltsstoffe verwendbar.
2003 wurde aus dem Hakenblatt ein Alkaloid namens Habropetalin A isoliert, das sich als wirksam gegen den Erreger der tropischen Malaria, Plasmodium falciparum, erwies. Ebenfalls aktiv gegen Malaria und (als sogenanntes dimeres Alkaloid) auch gegen HIV ist Dioncophyllin C. Dioncophyllin A ist wirksam bei der Bekämpfung von Süßwasserschnecken, die als Zwischenwirte Schistosomiasis (ehemals „Bilharziose“) verbreiten, und Dioncophyllin B ist ebenso ein Pflanzenfungizid wie das auch enthaltene Plumbagin, das durch seine mikrobizide Wirkung die Pflanze wahrscheinlich vor Pilzen und Bakterien schützt.

## Systematik und Phylogenetik
Das Hakenblatt gehört zu einer monophyletischen Klade innerhalb der Nelkenartigen, die zum einen aus den Hakenblattgewächsen, den Ancistrocladaceae, den Sonnentaugewächsen und den Taublattgewächsen und zum anderen aus den Kannenpflanzengewächsen gebildet wird. Die beiden Schwesterfamilien Hakenblattgewächse und Ancistrocladaceae haben dabei die Karnivorie wieder verloren, allein das Hakenblatt verfügt noch darüber.
|  | Hakenblattgewächse                  |
|  |                                     |
|  | \| \| Ancistrocladaceae \| \| \| \| |
|  |                                     |
|  | Ancistrocladaceae                   |
|  |                                     |

|  | Ancistrocladaceae |
|  |                   |

|  | Hakenblattgewächse                  |
|  |                                     |
|  | \| \| Ancistrocladaceae \| \| \| \| |
|  |                                     |
|  | Ancistrocladaceae                   |
|  |                                     |

|  | Ancistrocladaceae |
|  |                   |

|  | Hakenblattgewächse                  |
|  |                                     |
|  | \| \| Ancistrocladaceae \| \| \| \| |
|  |                                     |
|  | Ancistrocladaceae                   |
|  |                                     |

|  | Ancistrocladaceae |
|  |                   |

|  | Hakenblattgewächse                  |
|  |                                     |
|  | \| \| Ancistrocladaceae \| \| \| \| |
|  |                                     |
|  | Ancistrocladaceae                   |
|  |                                     |

|  | Ancistrocladaceae |
|  |                   |

Kladogramm nach

## Verbreitung
Das Hakenblatt ist beheimatet in den Regenwäldern Westafrikas (Elfenbeinküste, Liberia und Sierra Leone).
Die Pflanze ist durch die massive Abholzung des tropischen Regenwaldes in der Region bedroht. Ein wichtiges Schutzgebiet stellt der Nationalpark Taï der Elfenbeinküste dar, in dem die Pflanze häufig ist.

## Habitat
Das Hakenblatt benötigt als tropische Liane Wärme (bis 35 °C) und eine hohe Luftfeuchtigkeit (bis über 90 %). Es wächst ausschließlich in dichten, immergrünen Wäldern. Diese werden zum einen als „Eremospatha macrocarpa- und Diospyros mannii-Wälder“, zum anderen als „Diospyros spp.- und Mapania spp.-Wälder“ klassifiziert. In ersteren wächst das Hakenblatt in schwach sauren, feuchten, aber nicht staunassen und nährstoffarmen Lateritböden in Gesellschaft von Pflanzen wie Eremospatha macrocarpa, Diospyros mannii, Diospyros gabunensis, Maranthes chrysophylla, Chrysophyllum perpulchrum und Chidlowia sanguinea, in letzteren im Tiefland „Diospyros spp. und Mapania spp.-Wälder“ auf Lehmböden in Gesellschaft von Mapania-Arten und Tarrietia utilis. Von Bedeutung scheint eine gute Durchlüftung des Bodens zu sein; erste pH-Wert-Messungen wiesen Werte von 5,5 bzw. 5,6 aus.

## Botanische Geschichte
Das Hakenblatt wurde 1907 entdeckt und 1920 von dem französischen Botaniker Auguste Chevalier als Ouratea glomerata erstbeschrieben. 1927 erfolgte eine Neubeschreibung durch Hutchinson und Dalziel als Dioncophyllum peltatum und 1952 eine Taxierung als eigene Gattung durch Airy Shaw. Dabei entstammt der Gattungsname ihrer Eigenart, im Laufe ihres Lebens drei verschiedene Blattformen auszubilden (aus dem Griechischen: tria: drei, phyo: wachsen und phyllon: Blatt); das Epitheton peltatum verweist auf die schildförmigen Samen (griechisch pelté: Schild). Die Entdeckung ihrer Karnivorie geht zurück auf das Jahr 1979.
Erst seit Mitte der 1990er Jahre begann eine intensivere Erforschung der Art durch einen Arbeitskreis der Universität Würzburg um Gerhard Bringmann. Dank dieser Arbeitsgruppe stellt die Art die wohl mittlerweile am besten erforschte Art der Familie der Hakenblattgewächse dar.
Die Inkulturnahme der Art erweist sich selbst in botanischen Gärten als ausgesprochen schwierig. Sowohl dem Botanischen Garten Zürich (Anfang der 1960er Jahre) als auch den Kew Gardens (1979) gelang es nicht, die Pflanzen über die zweite, karnivore Phase hinaus zu erhalten. Erstmals gelang es 1999 dem Botanischen Garten der Universität Würzburg, Pflanzen von der Aussaat bis zur Blüte und Fruchtbildung durch ihren gesamten Lebenszyklus hindurch in Kultur zu beobachten. Auch hier gingen die Pflanzen jedoch wenige Jahre später ein, allerdings konnten neue Pflanzen aus Samen angezogen werden. Ungeachtet dieser Rückschläge sind damit die Aussichten für die Erhaltung der Art in Kultur erheblich gestiegen. Die Art ist aktuell in zwei Botanischen Gärten zu sehen (Würzburg und Bonn), von denen die Pflanze in Bonn im Sommer 2006 in die zweite Phase eintrat.

## Weiterführende Literatur
- H. Meimberg, P. Dittrich, G. Bringmann, J. Schlauer, G. Heubl: Molecular Phylogeny of Caryophyllidae s.l. based on matK sequences with special emphasis on carnivorous taxa. In: Plant Biology. 2, 2000, S. 218–228.
- Herbert Kenneth Airy Shaw: On the Dioncophyllaceae, a remarkable new family of flowering plants. In: Kew Bulletin. 1951, S. 327–347.